# Хвороби достатку

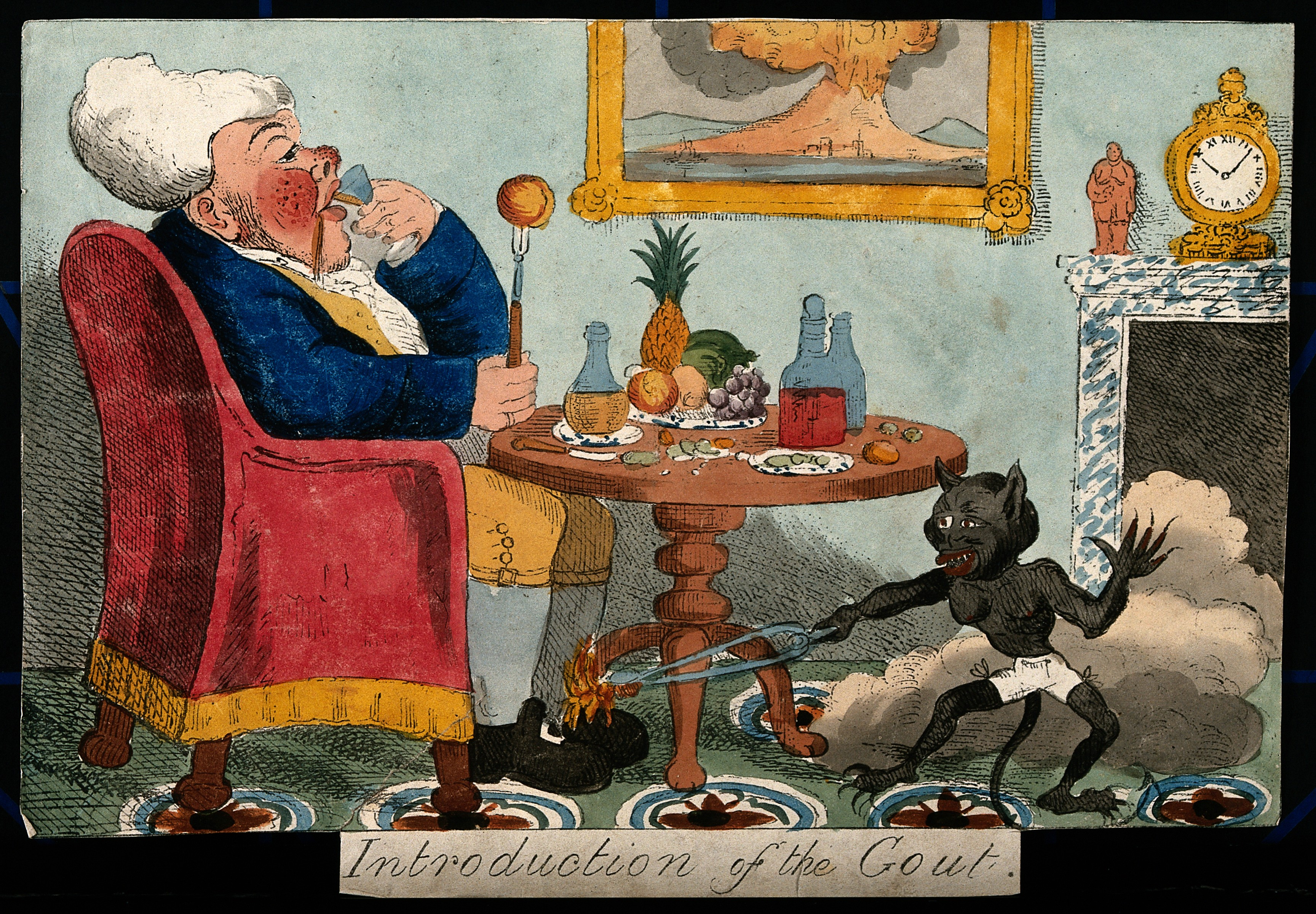
Сатирична літографія 1818 року, зображує багатого чоловіка, хворого на подагру (в образі демона); захворювання зазвичай викликається вживанням цукру, алкогольних напоїв і м'яса; відсутністю фізичної активності; і ожирінням. Раніше це явище було поширеним серед вищих класів західного суспільства.

Хвороби достатку, які раніше називали хворобами багатих людей, — це термін, який іноді використовують для окремих захворювань та інших станів здоров'я, які зазвичай вважаються результатом зростання добробуту суспільства. Ці хвороби, які також називають парадигмою «західної хвороби», відрізняються від так званих хвороб бідності", які значною мірою є результатом зубожіння людей і сприяють цьому. Поширеність хвороб достатку значно зросла після закінчення Другої світової війни.

## Приклади
Приклади хвороб достатку включають переважно хронічні неінфекційні захворювання та інші стани фізичного здоров'я, для яких особистий спосіб життя, пов'язаний з економічним розвитком, вважаютьсяфактором ризику, наприклад діабет 2 типу, астма, ішемічна хвороба серця, цереброваскулярні захворювання, захворювання периферичних судин, ожиріння, гіпертонія, рак, алкоголізм, подагра та деякі види алергії. Також можуть включати депресію та інші психічні розлади, пов'язані з посиленням соціальної ізоляції та нижчим рівнем психологічного благополуччя, що спостерігається в багатьох розвинених країнах. Багато з цих станів взаємопов'язані, наприклад, вважається, що ожиріння частково є причиною багатьох інших захворювань.
Хвороби бідності, як правило, викликані інфекційними захворюваннями або є результатом поганих умов життя. До них відносяться туберкульоз, малярія, кишкові захворювання. Все частіше дослідження виявляють, що хвороби, які вважаються хворобами достатку, також з'являються значною мірою у бідних. Ці захворювання включають ожиріння та серцево-судинні захворювання, і разом з інфекційними захворюваннями вони ще більше посилюють глобальну нерівність у здоров'ї.
Хвороби достатку почали ставати все більш поширеними в країнах, що розвиваються, оскільки хвороби бідності зменшуються, а спосіб життя змінюється. У 2008 році майже 80 % смертей внаслідок НІЗ, включаючи хвороби серця, інсульти, хронічні захворювання легенів, рак і діабет, сталися в країнах з низьким і середнім рівнем доходу.
За даними Всесвітньої організації охорони здоров'я (ВООЗ), у 2019 році 10 найпоширеніших причин смерті були:
1. Ішемічні хвороби серця
2. Інсульт
3. Хронічне обструктивне захворювання легень
4. Інфекції нижніх дихальних шляхів
5. Неонатальні стани
6. Рак трахеї, бронхів, легенів
7. Хвороба Альцгеймера та інші деменції
8. Діарейні захворювання
9. Цукровий діабет
10. Хвороби нирок

Сім основних причин смерті — це неінфекційні захворювання.